# Arakandanallur
Arakandanallur é uma panchayat (vila) no distrito de Viluppuram , no estado indiano de Tamil Nadu.

## Demografia
Segundo o censo de 2001,  Arakandanallur  tinha uma população de 4450 habitantes. Os indivíduos do sexo masculino constituem 50% da população e os do sexo feminino 50%. Arakandanallur tem uma taxa de literacia de 75%, superior à média nacional de 59.5%; com 58% para o sexo masculino e 42% para o sexo feminino. 10% da população está abaixo dos 6 anos de idade.